# 57è Festival Internacional de Cinema de Canes
El 57è Festival Internacional de Cinema de Canes es va dur a terme del 12 al 23 de maig de 2004. La Palma d'Or fou atorgada a la pel·lícula estatunidenca Fahrenheit 9/11 de Michael Moore.
El festival va obrir amb La mala educación, dirigida per Pedro Almodóvar i va tancar amb De-Lovely, dirigida per Irwin Winkler. Laura Morante va ser la mestressa de cerimònies.

## Jurat

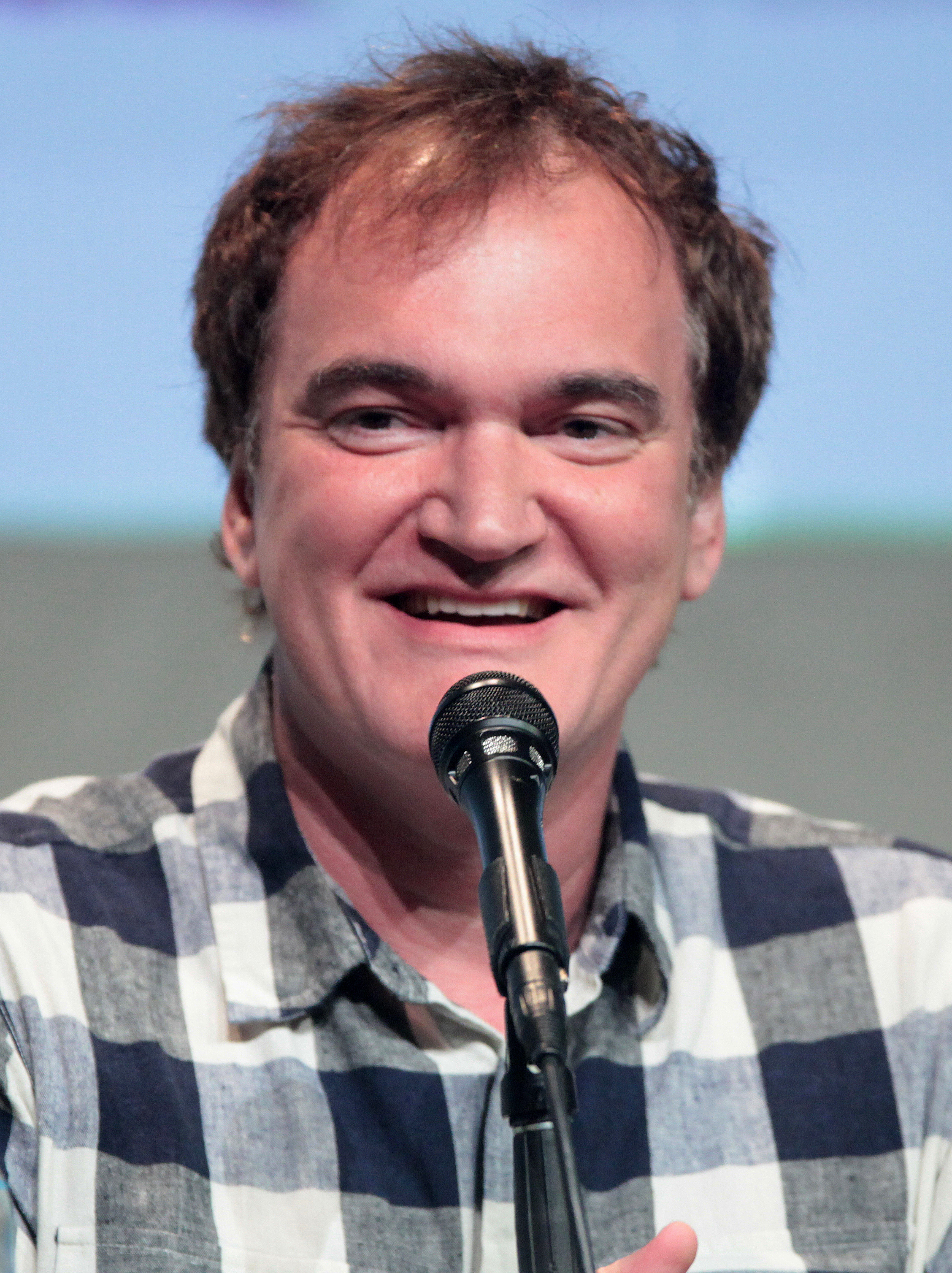
Quentin Tarantino, president del jurat

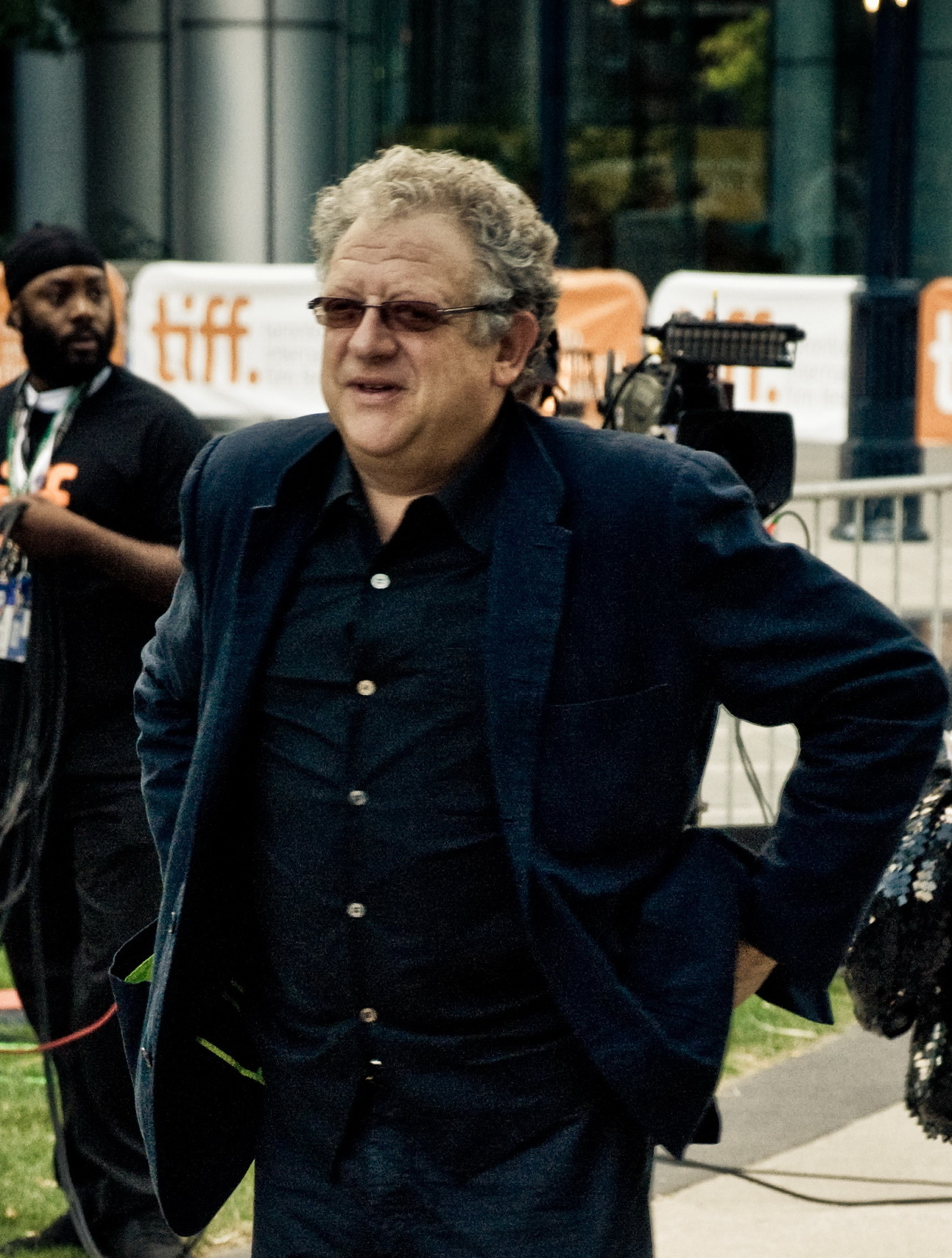
Jeremy Thomas, President del jurat d'Un Certain Regard

### Competició principal
Les següents persones foren nomenades per formar part del jurat de la competició principal en l'edició de 2004:
- Quentin Tarantino, President
- Emmanuelle Béart
- Edwidge Danticat
- Tilda Swinton
- Kathleen Turner
- Benoît Poelvoorde
- Jerry Schatzberg
- Tsui Hark
- Peter Von Bagh

### Un Certain Regard
Les següents persones foren nomenades per formar part del jurat de la secció Un Certain Regard de 2004:
- Jeremy Thomas (productor) (U.K.) President
- Carlos Gomez (crític) (Espanya)
- Baba Richerme (periodista) (Itàlia)
- Eric Libiot (crític) (França)
- Eva Zaoralova (director artístic del Festival de Karlovy Vary) (Rep. Txeca)
- Michel Demopoulos (crític) (Grècia)

### Cinéfondation i curtmetratges
Les següents persones foren nomenades per formar part del jurat de la secció Cinéfondation i de la competició de curtmetratges:
- Nikita Mikhalkov (director) (Rússia) President
- Marisa Paredes (actriu) (Espanya)
- Nicole Garcia (actriu, director) (França)
- Nuri Bilge Ceylan (director) (Turquia)
- Pablo Trapero (director) (Argentina)

### Càmera d'Or
Les següents persones foren nomenades per formar part del jurat de la Càmera d'Or de 2004:
- Tim Roth (actor, director) (G.B) President
- Alain Choquart (cinematògraf) (França)
- Alberto Barbera (Director del museu) (Itàlia)
- Aldo Tassone (critic) (Itàlia)
- Anne Theron (director) (França)
- Diego Galan (crític) (Espanya)
- Isabelle Frilley (representant d'indústries tècniques) (França)
- Laure Protat (cinèfil) (França)
- Nguyen Trong Binh (distribuïdor) (França)

Els membres del Jurat de la selecció oficial de 2004
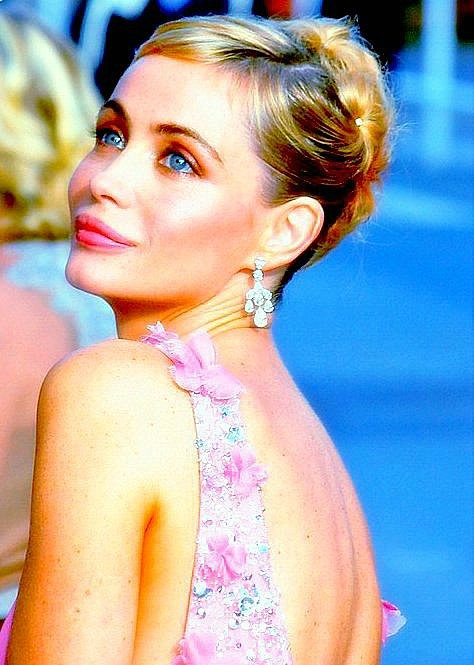
Emmanuelle Béart
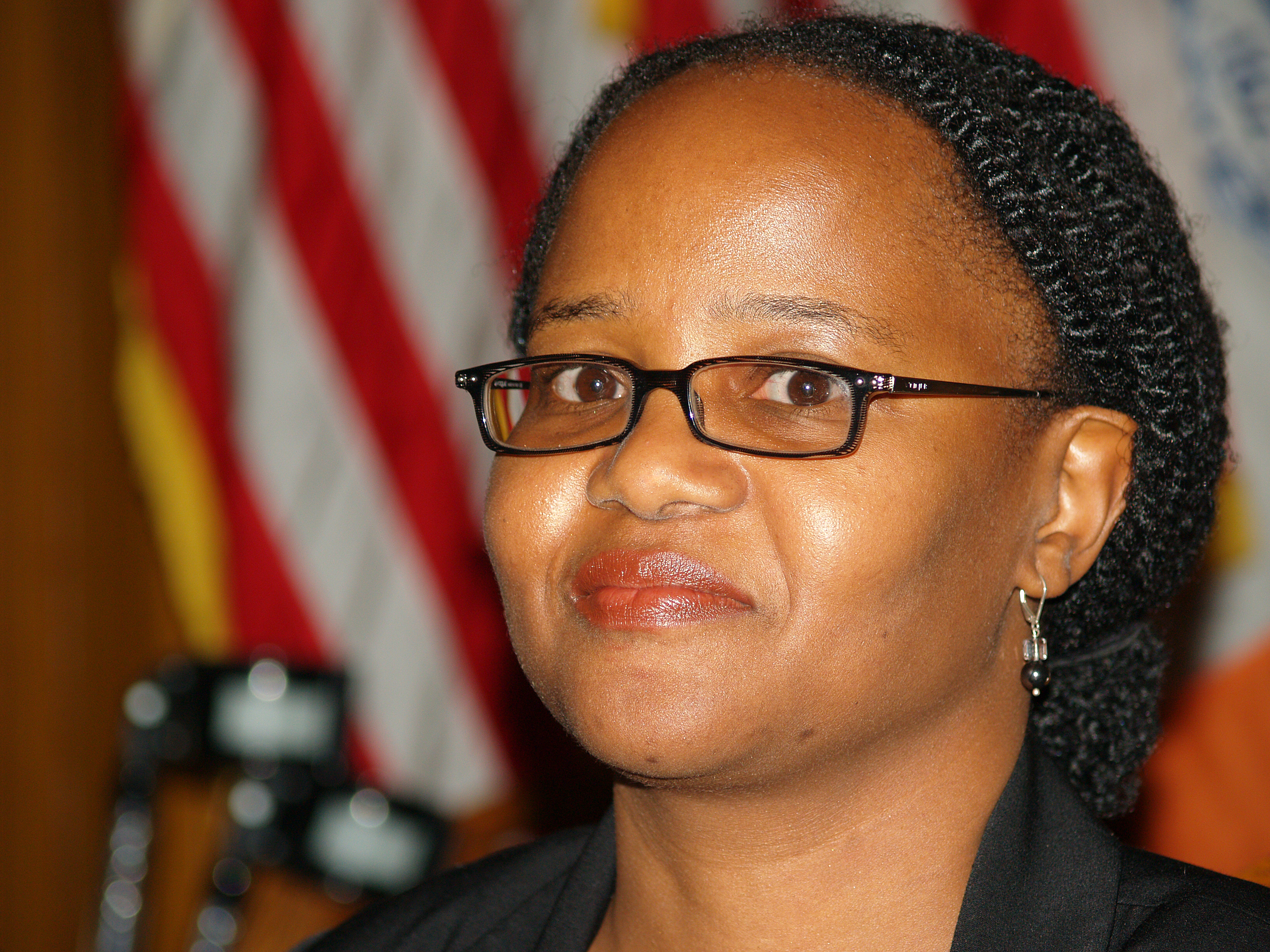
Edwidge Danticat
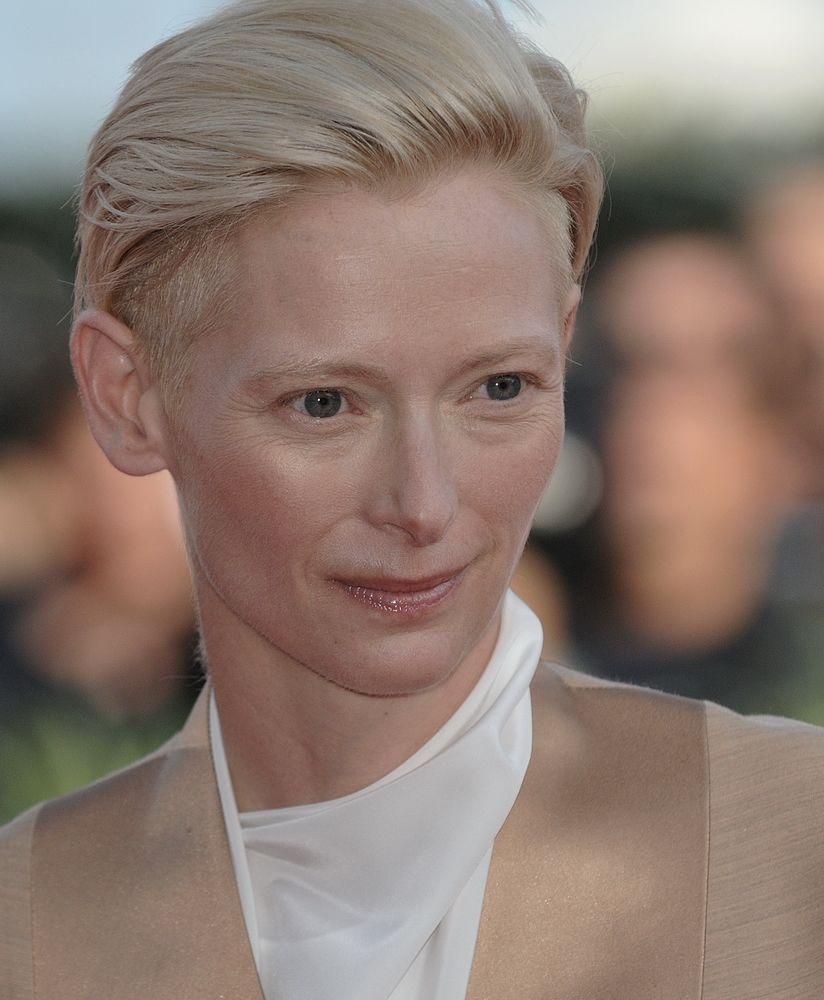
Tilda Swinton
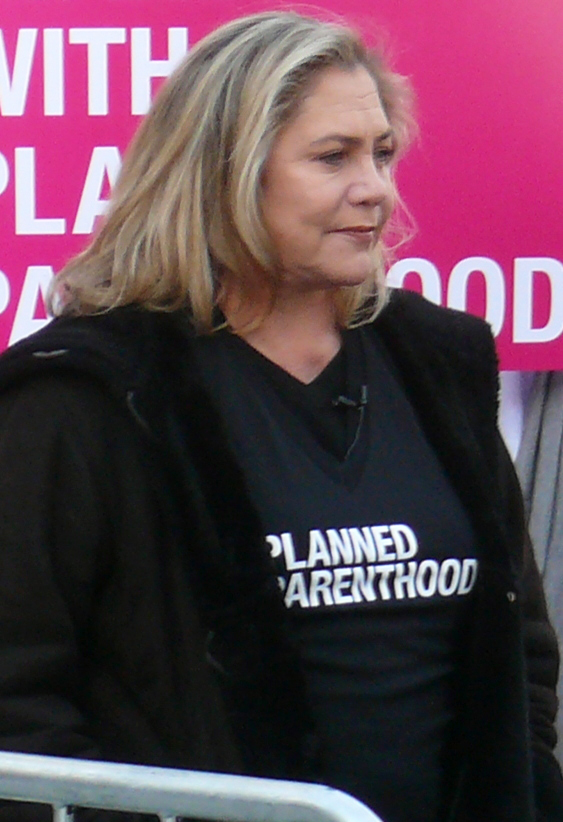
Kathleen Turner
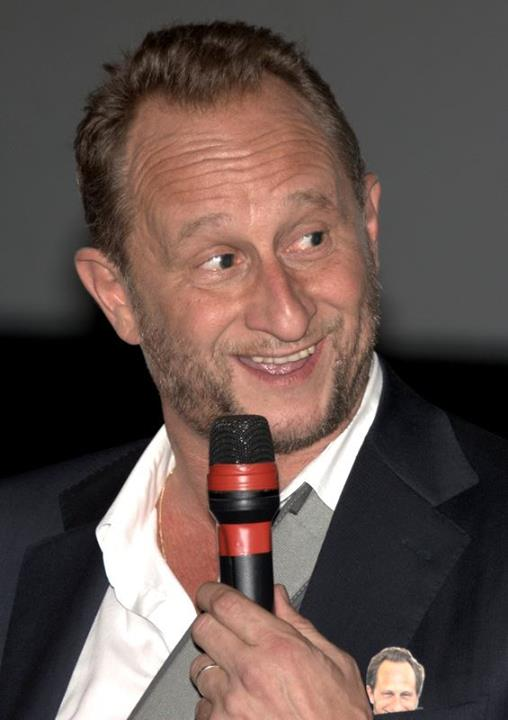
Benoît Poelvoorde
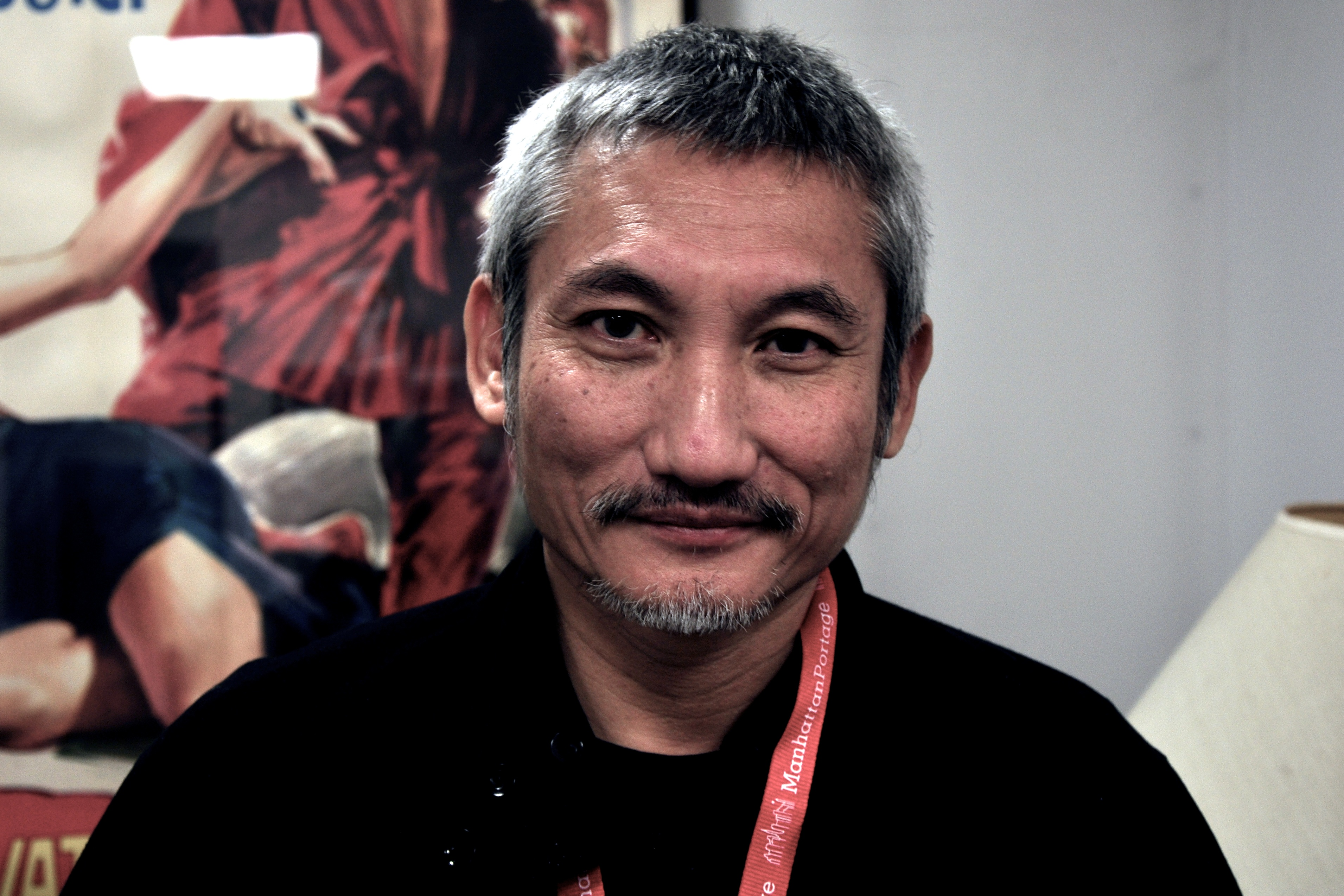
Tsui Hark
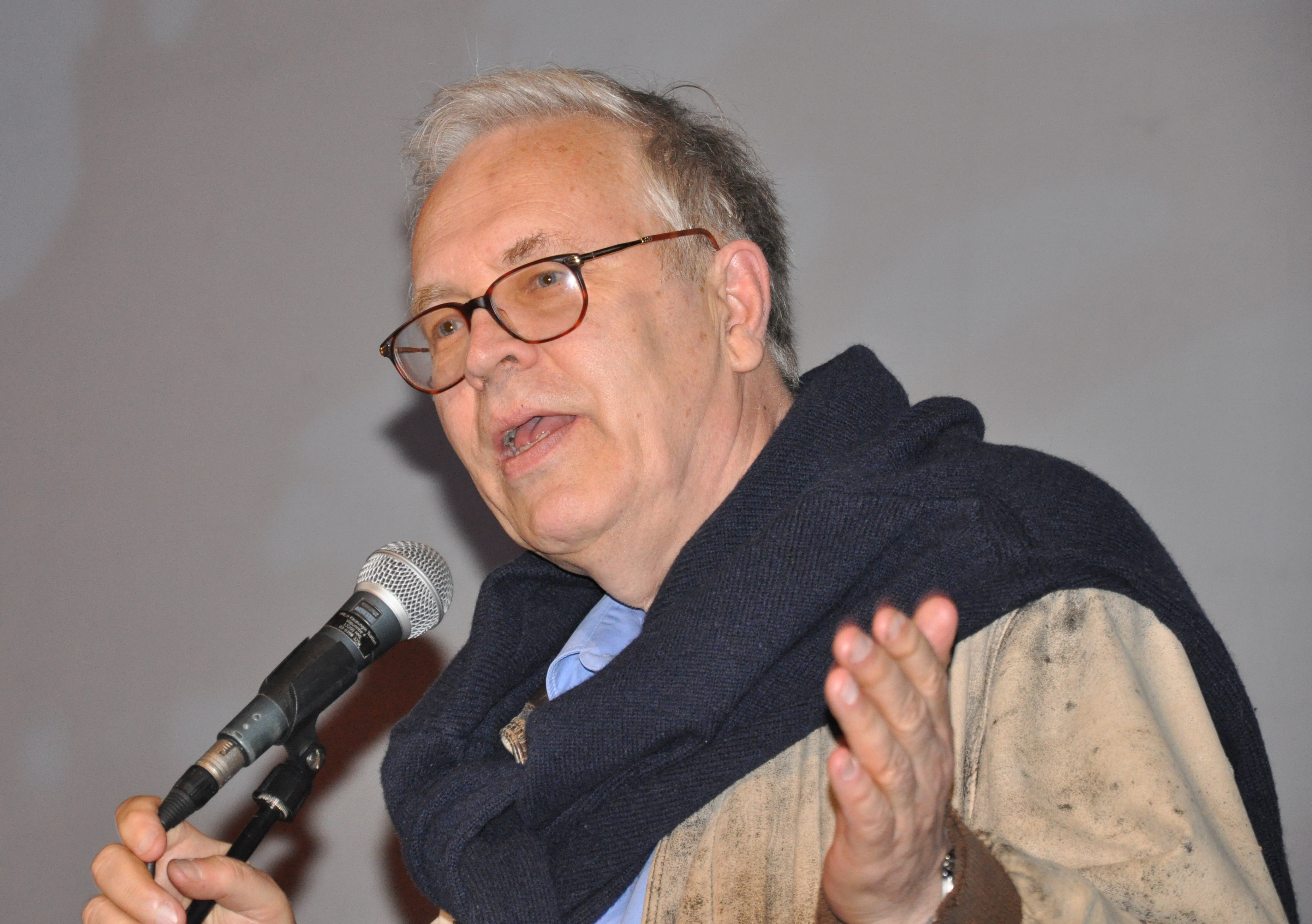
Peter Von Bagh

## Selecció oficial

### En competició – pel·lícules
Les següents pel·lícules competiren per la Palma d'Or:
- 2046 de Wong Kar-wai
- Clean d'Olivier Assayas
- Le conseguenze dell'amore de Paolo Sorrentino
- Die fetten Jahre sind vorbei de Hans Weingartner
- Exils de Tony Gatlif
- Fahrenheit 9/11 de Michael Moore
- Ghost in the Shell 2: Innocence de Mamoru Oshii
- La niña santa de Lucrecia Martel
- The Ladykillers de Joel i Ethan Coen
- The Life and Death of Peter Sellers de Stephen Hopkins
- Život je čudo d'Emir Kusturica
- Comme une image d'Agnès Jaoui
- Mondovino de Jonathan Nossiter
- Diarios de motocicleta de Walter Salles
- Dare mo shiranai de Hirokazu Koreeda
- Oldboy de Park Chan-wook
- Shrek 2 d'Andrew Adamson, Kelly Asbury i Conrad Vernon
- Tropical Malady d'Apichatpong Weerasethakul
- Yeojaneun namjaui miraeda de Hong Sang-soo

### Un Certain Regard
Les següents pel·lícules foren seleccionades per competir a Un Certain Regard:
- 10 on Ten d'Abbas Kiarostami
- Alexandria... Nova York de Youssef Chahine
- The Assassination of Richard Nixon de Niels Mueller
- Crónicas de Sebastián Cordero
- Dear Frankie de Shona Auerbach
- Non ti muovere de Sergio Castellitto
- Khakestar-o-khak d'Atiq Rahimi
- Hotel de Jessica Hausner
- Noite Escura de João Canijo
- Kontroll d'Antal Nimród
- Poids léger de Jean-Pierre Améris
- Marseille d'Angela Schanelec
- Moolaadé d'Ousmane Sembène
- À ce soir de Laure Duthilleul
- Lu cheng de Yang Chao
- A Tout de Suite de Benoît Jacquot
- Shiza de Gulshat Omarova
- Somersault de Cate Shortland
- Cheongpung myeongwol de Kim Ui-seok
- Bienvenue en Suisse de Léa Fazer
- Whisky de Juan Pablo Rebella i Pablo Stoll

### Pel·lícules fora de competició
Les següents pel·lícules foren seleccionades per ser projectades fora de competició:
- 10e chambre - Instants d'audience de Raymond Depardon
- La mala educación de Pedro Almodóvar
- Bad Santa de Terry Zwigoff
- Cinéastes à tout prix de Frédéric Sojcher
- Dà Shì Jiàn de Johnnie To
- Dawn of the Dead de Zack Snyder
- De-Lovely d'Irwin Winkler
- Bab el shams de Yousry Nasrallah
- Five de Abbas Kiarostami
- Glauber o Filme, Labirinto do Brasil de Silvio Tendler
- Le fantôme d'Henri Langlois de Jacques Richard
- Shí miàn mái fú de Zhang Yimou
- Ya umer v detstve... de Georgi Paradzhanov
- Kamikaze Girls de Tetsuya Nakashima
- Kill Bill: Vol. 2 de Quentin Tarantino
- Notre musique de Jean-Luc Godard
- Salvador Allende de Patricio Guzmán
- Troy de Wolfgang Petersen
- Épreuves d'artistes de Gilles Jacob
- Z Channel: A Magnificent Obsession d'Alexandra Cassavetes

### Cinéfondation
Les següents pel·lícules foren seleccionades per ser projectades a la competició Cinéfondation:
- 99 ans de ma vie de Marja Mikkonen
- Beita Shel Meshoreret de Haim Tabakman
- Calatorie la oras de Corneliu Porumboiu
- Fajnie, ze jestes de Jan Komasa
- Footnote de Pia Borg
- Gaia d'Amarante Abramovici
- Happy Now de Frederikke Aspöck
- Kis Apokrif N°2 de Kornél Mundruczó
- Kontakt de Martin Duda
- Nebraska de Olga Zurawska
- Playing Dead de David Hunt
- Propheties du passe de Fabien Greenberg
- Proyect Gvul de Tamar Singer, Dani Rosenberg, Nadav Lapid, Adi Halfin, Rima Essa
- Son Of Satan de Jj Villard
- The Happiness Thief de Derek Boyes
- The Rick de Tim McCarthy
- The Wings de Hae-young Seo
- Wonderful Harusame d'Ayumi Aoyama

### Curtmetratges en competició
Els següents curtmetratges competien per Palma d'Or al millor curtmetratge:
- Accordeon de Michèle Cournoyer
- Closer de David Rittey
- Flatlife de Jonas Geirnaert
- Gérard mon amour de Madeleine Andre
- L'evangile du cochon creole de Michelange Quay
- La derniere minute de Nicolas Salis
- Le nageur de Klaus Huettmann
- Quimera de Eryk Rocha
- Thinning the Herd de Rie Rasmussen
- Trafic de Catalin Mitulescu

### Cannes Classics
Per tercer any el Festival de Cannes va seleccionar "al públic" algunes de les obres mestres del cinema mundial. Durant el festival es van projectar les següents pel·lícules a la "Salle Buñuel".
Tribut
- Deus e o diabo na terra do sol de Glauber Rocha (1964)
- Blow Up de Michelangelo Antonioni (1966)
- Bye Bye Brazil de Carlos Diegues (1979)
- College de James W. Horne (1927)
- Dona Flor e seus dois maridos de Bruno Barreto (1976)
- Terra em transe de Glauber Rocha (1967)
- Lo sguardo di Michelangelo de Michelangelo Antonioni (short)
- The General de Buster Keaton and Clyde Bruckman (1926)
- Macunaíma de Joaquim Pedro de Andrade (1968)
- O Pagador de Promessas de Anselmo Duarte (1964)
- Steamboat Bill, Jr. de Buster Keaton and Charles Reisner (1928)
- Vidas Secas de Nelson Pereira dos Santos (1963)

Restauracions
- La Battaglia di Algeri de Gillo Pontecorvo (1965)
- Prima della rivoluzione de Bernardo Bertolucci (1964)
- The Big Red One de Samuel Fuller (1980)
- Deadlier Than the Male de Ralph Thomas (1966)
- Hair de Miloš Forman (1979)
- La cicatrice intérieure de Philippe Garrel (1967)
- The Loneliness of the Long Distance Runner de Tony Richardson (1962)
- Mother India de Mehboob Khan[10][9] (1957)
- San duk bei do de Chang Cheh (1971)
- Ordet de Carl Theodor Dreyer (1955)
- Pickpocket de Robert Bresson (1959)
- Le voyage d'Amélie de Daniel Duval (1974)

## Seccions paral·leles

### Setmana Internacional dels Crítics
Els següents llargmetratges van ser seleccionats per ser projectats per a la quaranta-tresena Setmana de la Crítica (43e Semaine de la Critique):
Pel·lícules en competició
- À Casablanca les anges ne volent pas de Mohamed Asli (Marroc, Itàlia)
- Atash (Atash) de Tawfik Abu Wael (Israel, Palestina)
- Brodeuses d'Éléonore Faucher (França)
- Calvaire de Fabrice du Welz (Bèlgica, França, Luxemburg)
- CQ2 (Seek You Too) de Carole Laure (Canadà, França)
- Or (My Treasure) (Or) de Keren Yedaya (França, Israel)
- Temporada de patos de Fernando Eimbcke (Mèxic)

Curtmetratges en competició
- Alice et moi de Micha Wald (Bèlgica)
- Breaking Out de Marianela Maldonado (Estats Units)
- Con Diva de Sebastian Mantilla (Espanya)
- L'homme sans ombre de Georges Schwizgebel (Canada, Suïssa)
- Los elefantes nunca olvidan de Lorenzo Vigas Castès (Veneçuela, Mèxic)
- Ryan de Chris Landreth (Canadà)
- Signes de vie de Arnaud Demuynck (França, Bèlgica)

Exhibicions especials
- L'Après-midi de Monsieur Andesmas de Michelle Porte (França) (pel·lícula d'apertura)
- Adieu Philippine de Jacques Rozier (França) (La séance du Parrain)
- Ce qu’il reste de nous de François Prévost i Hugo Latulippe (Canadà) (Docu.)
- Stolitchny Skory d'Artyom Antonov (Russia) (Curt)
- Les Parallèles de Nicolas Saada (França) (Curt)
- Girls and Cars de Thomas Woschitz (Austria) (Curt)
- De l'autre côté de Nassim Amaouche (França) (Prix de la Critique)
- Anna (3 kgs 2) de Laurette Polmanss (França) (Prix de la Critique)
- Sotto falso nome de Roberto Andò (Itàlia, França, Switzerland) (pel·lícula de clausura)

### Quinzena dels directors
Les següents pel·lícules foren exhibides en la Quinzena dels directors de 2004 (Quinzaine des Réalizateurs):
- A vot' bon cœur de Paul Vecchiali (França)
- Dans les champs de bataille de Danielle Arbid (França, Bèlgica, Líban)
- En attendant le déluge de Damien Odoul (França)
- Le livre de Jérémie d'Asia Argento (Estats Units, França, Great Britain, Japó)
- Je suis un assassin de Thomas Vincent (França)
- Mean Creek de Jacob Aaron Estes (Estats Units)
- Mon ami Machuca de Andrès Wood (França, Espanya, Xile)
- Los muertos de Lisandro Alonso (Argentina, França, Països Baixos, Suïssa)
- Mur (doc.) de Simone Bitton (França, Israel)
- Oh, Uomo (doc.) de Yervant Gianikian, Angela Ricci Lucchi (Itàlia)
- The River's End de Behrouz Afkhami (Iran)
- L'odore del sangue de Mario Martone (Itàlia, França)
- Sommeil Amer de Mohsen Amiryoussefi (Iran)
- Tarnation (doc.) de Jonathan Caouette (Estats Units)
- Cha no aji de Katsuhito Ishii (Japó)
- The Tunnel de Kunitoshi Manda (Japó)
- Vénus et Fleur d'Emmanuel Mouret (França)
- Woman of Breakwater de Mario O'Hara (Filipines)
- The Woodsman de Nicole Kassell (Estats Units)
- La blessure de Nicolas Klotz (França, Bèlgica)

Curtmetratges
- A Feather Stare at the Dark de Naoyuki Tsuji (Japó)
- Capitaine Achab de Philippe Ramos (França)
- Charlotte de Ulrike Von Ribbeck (Alemanya)
- Fill in the Blanks de Kim Youn-Sung (Corea del Sud)
- Frontier de Jun Miyazaki (Japó)
- La petite chambre d'Élodie Monlibert (França)
- La peur, petit chasseur de Laurent Achard (França)
- Le dieu Saturne de Jean-Charles Fitoussi (França)
- Le droit chemin de Mathias Gokalp (França)
- Odya d'Edgar Bartenev (Rússia)
- Tristesse beau visage de Jean Paul Civeyrac (França)
- Vostok 1' de Jan Andersen (França)

## Premis

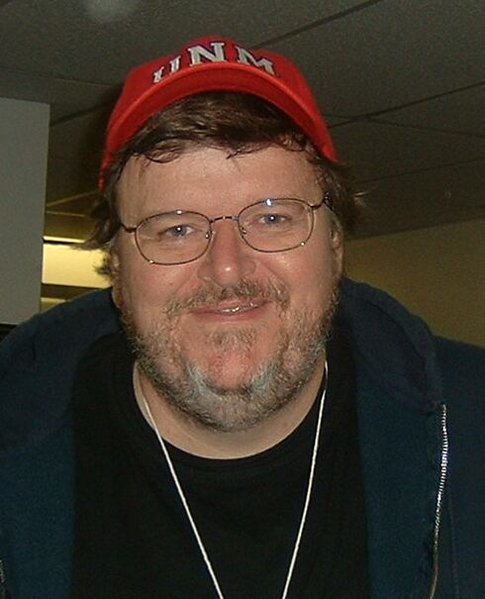
Michael Moore, Palma d'Or 2004

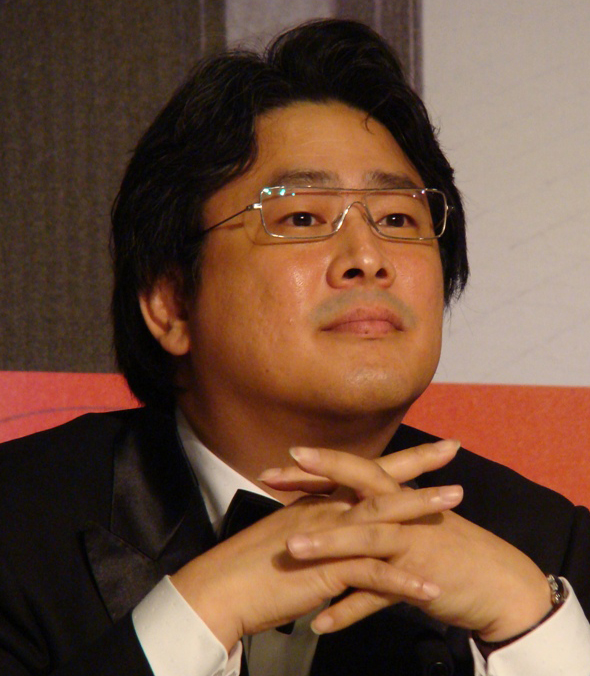
Park Chan-wook, Grand Prix 2004

### Premis oficials
Els guardonats en les seccions oficials de 2004 foren:
- Palma d'Or: Fahrenheit 9/11, de Michael Moore
- Grand Prix: Oldboy, de Park Chan-wook
- Millor director: Exils, de Tony Gatlif
- Millor guió: Agnès Jaoui i Jean-Pierre Bacri per Comme une image
- Millor actriu: Maggie Cheung a Clean
- Millor actor: Yūya Yagira a Dare mo Shiranai
- Premi del Jurat: 
  - Tropical Malady, d'Apichatpong Weerasethakul
  - Actriu Irma P. Hall pèr The Ladykillers

Un Certain Regard
- Prix Un Certain Regard: Moolaadé d'Ousmane Sembène
- Prix du Regard Original: Whisky de Juan Pablo Rebella i Pablo Stoll
- Prix du Regard vers l'Avenir: Khakestar-o-khak d'Atiq Rahimi

Cinéfondation
- Primer premi: Happy Now de Frederikke Aspöck
- Segon Premi: Calatorie la oras de Corneliu Porumboiu i 99 ans de ma vie de Marja Mikkonen
- Tercer Premi: Fajnie, ze jestes de Jan Komasa

Càmera d'Or
- Caméra d'Or: Or (My Treasure) (Or) de Keren Yedaya
- Caméra d'Or - Distinció especial: Lu cheng de Yang Chao i Khakestar-o-khak d'Atiq Rahimi

Curtmetratges
- Palma d'Or al millor curtmetratge: Trafic de Catalin Mitulescu
- Premi del Jurat al Curtmetratge Flatlife de Jonas Geirnaert

### Premis independents
Premis FIPRESCI
- Fahrenheit 9/11 de Michael Moore (En competició)
- Whisky de Juan Pablo Rebella i Pablo Stoll (Un Certain Regard)
- Atash de Tawfik Abu Wael (Setmana Internacional de la Crítica)

Premi Vulcan de la Tècnica Artística
- Premi Vulcan: Eric Gautier per fotografia Clean i a Diarios de motocicleta

Jurat Ecumènic
- Premi del Jurat Ecumènic: Diarios de motocicleta de Walter Salles
- Jurat Ecumènic - Menció especial: Moolaadé de Ousmane Sembène

Premis de la Joventut
- Kontroll d'Antal Nimród

Premis en el marc de la Setmana Internacional de la Crítica
- Gran Premi de la Setmana Internacional de la Crítica: Brodeuses d'Éléonore Faucher & Or (My Treasure) (Or) de Keren Yedaya
- Premi Canal+: Ryan de Chris Landreth
- Premi Kodak del Curtmetratge: Ryan de Chris Landreth
- Premi dels Joves Crítics – Millor Curt: Ryan de Chris Landreth
- Premi dels Joves Crítics – Millor Pel·lícula: Or (My Treasure) (Or) de Keren Yedaya
- Grand Rail d'Or: CQ2 (Seek You Too) de Carole Laure
- Petit Rail d'Or: Alice et moi de Micha Wald

Association Prix François Chalais
- Premi François Chalais: Diarios de motocicleta de Walter Salles[18]

## Mèdia
- INA: Obertura del festival de 2004 ((francès))
- INA: Molta publicitat sobre la Palma d'Or de 2004 ((francès))